# Kondopožská vodní elektrárna
Kondopožská vodní elektrárna (rusky Кондопожская ГЭС) je vodní dílo v Karelské oblasti v Rusku. Je jednou z nejstarších elektráren v Rusku a byla vyhlášena národní technickou památkou.

## Geografická a hydrologická charakteristika
Říční síť v Karélii je charakteristická střídáním toků a úzkých jezer ve směru od severoseverozápadu. Takto byla vytvořena vymíláním tektonických puklin na desce prvohorního původu před nástupem doby ledové. Po ústupu ledovce zhruba před 7 – 7,5 tisíci lety se do původních vodních cest dostaly překážky ve formě morénových valů. Sever Oněžského jezera v předglaciální době byl rozsáhlejší a pozůstatky historické plochy existují dnes v podobě jezer navýšených oproti původní hladině v řádu desítek metrů vlivem ledovcové činnosti. Takovým případem jsou jezera, z nichž největší nese název Sandal a které je spolu se svými odnožemi od hladiny Oněžského jezera odděleno v místě historického města Kondopoga.
Přirozený odtok z jeho povodí je kolem 10 m3/s a vodu odváděla řeka Sandalka do řeky Suna jako její levostranný přítok. Přehrazením tohoto místa u sídla Sopocha vznikla nádrž s převýšením hladin oproti Oněžskému jezeru 28,2 m. Tento spád byl využit Kondopožskou vodní elektrárnou, která v roce uvedení do provozu v roce 1929 poskytovala výkon 4,5 MW, odpovídající průtoku řeky Sandalky na 28 m spádu. Od roku 1940 byla do složitého systému Sandalské vodní nádrže převedena voda z řeky Suny o průměrném ročním průtoku 60 m3/s, celkový přítok pro energetické zpracovaní tak vzrostl na hodnotu kolem 70 m3/s a výkon vodního díla na 26 MW.
Odvod řeky Suna mimo přírodní řečiště byl uskutečněn v místě počátku známých vodopádů Girvas. Tím se proslulé Girvaské vodopády i pod nimi ležící vodopády Poor-Porog staly po většinu roku vyschlými koryty a níže položené vodopády Kivač jsou zavodněny průtokem sníženým o odvod pro energetické účely. Spád při převodu řeky je od roku 1954 energeticky využíván vodním dílem Paleozjorská vodní elektrárna.

## Všeobecný popis

### Sunská kaskáda

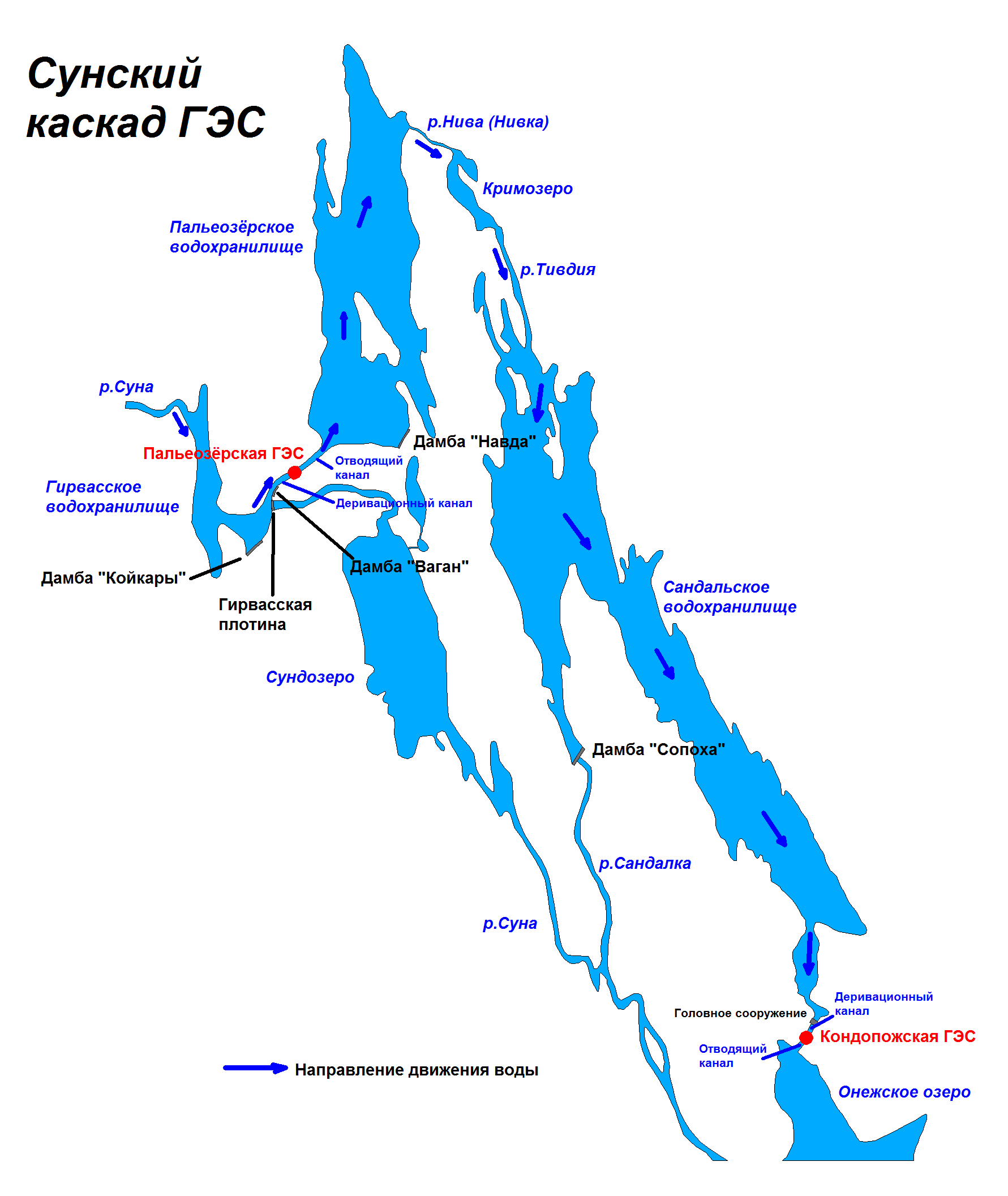

Sunská kaskáda je dvojice vodních elektráren, které vznikly jako samostatně fungující jednotky jediného velkorysého projektu z roku 1915. Obě elektrárny pracují na stejném spádu, při podobných průtokových poměrech a při podobných výkonech. V obou případech výkony zajišťují Francisovy turbíny, což je při daných spádech netypické a je důsledkem historického vývoje. Paljeozerská elektrárna na začátku vodní cesty kromě výroby elektřiny zajišťuje také převod vod řeky Suny do unikátní vodní cesty, na jejímž konci je dolní elektrárna kondopožská, jejíž spodní hladinu tvoří Oněžské jezero asi pět kilometrů od ústí původního řečiště řeky.

### Vodní cesta
Po opuštění turbín Paljeozerské elektrárny zaplňují vody řeky Suna údolí vyplněné plochou Paljeozerské vodní nádrže. Vodní nádrž vznikla přehrazením v místě, kde se údolí svažovalo do jezera Navda, odkud by se voda přirozeným tokem vracela zpět do řečiště Suny. Takto se vzedmutý tok pohybuje opačným směrem do údolí jezera Palje, z jehož severního okraje vytéká řekou Nivka opět směrem, charakteristickým pro místní říční síť. Nivka vytéká již přirozeným spádem do jezera Krimozero a odtud řekou Tivdijkou do jezera Sandal.  Z jezera Sandal by přirozeným tokem vytékala řekou Sandalkou zpět do koryta řeky Suna. Tomu brání další přehrada u města Sopocha. Vzedmutá voda je tak nucena téci do jezera Nigo na jihozápadě a odtud derivačním kanálem ke Kondopožské elektrárně. Přehrady Navda i Sopocha jsou zemní sypané hráze o délce přes 1 km bez přelivových systémů.
V roce 1934 byl vybudován kanál pro plavení dříví z oblasti jezera Sandal do koryta řeky Suna, která je pod Kivačskými vodpády již splavná. Přívodní kanál je zhruba 2 km dlouhý o hloubce přes 7 m a šířce 34 m s propustností 200 m3/s. To odpovídá dvěstěletému průtoku původního odtoku z jezera Sandal. Tento průtok je možné propustit do koncového Oněžského jezera pomocí hltnosti turbín a přelivového systému vedle elektrárny o propustnosti 140 m3/s.

### Elektrárna
Pro vzhled elektrárny je typická budova řídící vstup vody na konci derivačního kanálu a dvě potrubí o průměru 4,5 m, délce 92 m a tloušťce 12 mm spojující obě jezera přes turbíny masivní budovy elektrárny, postavené ze žulových kvádrů. V budově jsou dvě sekce, první se strojovnou horizontální jednotky první generace z roku 1929 a druhá se dvěma vertikálními soustrojími druhé generace z roku 1941. Na spádu 28 m podává první jednotka výkon 4,2 MW a druhé dvě jednotky 2x10,7 MW, celkem 25,6 MW.

## Historie
Atraktivnost karelských vodopádů Kivač, Girvas a Poor-Porog přitáhla ke břehům řeky Suna kromě běžných návštěvníků i pozornost zájemců o vodní energii. Koncem 19. století byl uskutečněn první dálkový přenos elektrické energie ruským vědcem Michailem Dolivo-Dobrovolským v Německu i srbským vynálezcem Nikolou Teslou v USA. Zájem o elektrickou energii vzrostl ze strany všech velkoměst, včetně Petrohradu. Z vodních zdrojů se pro hlavní město Ruského impéria nabízely energie na vodopádech na řece Narva a na vodopádech na řece Suna. Od roku 1898 vzniklo několik projektů, většinou využívající řeky Suna na jednotlivých vodopádových stupních. Projekt jednoho z nejvýznamnějších ruských projektantů vodních děl Genricha Graftia z roku 1915 předpokládal využití přírodního valu nad městečkem Kondopoga a přivedení vod řeky Suna do tohoto místa. Na začátku první světové války vznikl projekt na výstavbu celulózky v městě Kondopoga, stejně jako závodu na výrobu kyseliny dusičné. Obě továrny měly dodávat nitrocelulózu pro výrobu střelného prachu. Práce na realizaci projektu začaly ihned v roce 1915. Využitím práce válečných zajatců většinou ze zemí Rakousko-Uherska byla postavena hráz u vesnice Sopocha, zabraňující odtoku vody z jezera Sandal přirozenou cestou a tím byla voda nadržena pro potřeby budoucí elektrárny, dále byla vybudována železnice a základy továren v městě Kondopoga. Další výstavbu přerušila Říjnová revoluce a následná Občanská válka. Po stabilizaci se projekt dostal do plánu GOELRO s předpokladem využití v průmyslu sídel Kondopoga a Petrozavodsk. Sám Henrich Graftio byl převelen na stavbu stěžejní elektrárny na řece Volchov.. Přestože v projektech vodních děl Sovětského svazu se již objevily návrhy na stonásobně výkonnější vodní díla na Volze, byly výkony v řádu desítek MW stále zajímavé.
Výstavba první etapy probíhala v letech 1923 až 1929 a využívala pouze vody z přirozeného povodí jezera Sandal, tedy zhruba 10 m3/s, což při téměř třicetimetrovém spádu představovalo výkon kolem 5 MW. Turbosoustrojí o výkonu 4,2 MW začalo dodávat elektřinu do sítě v lednu 1929. Jednalo se o horizontální dvojitou Francisovu turbínu švédské firmy NOHAB a švédský generátor od firmy ASEA. Provoz trpěl nedostatkem vody a pracoval v dávkových intervalech.
Výstavba druhé etapy, využívající již vody z řeky Suna probíhala od roku 1931 a nejdříve byly vybudovány potřebné hráze pro převod Suny do jezera Sandal, Jednalo se o navýšení hráze Sopocha, vybudování hrází Navda pro zamezení odtoku z jezera Paljeozero a hrází Vagan a Kojkary nadržující vodu Suny pro odvod do jezera Palje. Přehradní hráz Girvas s propustmi pak ukončila celoroční přitažlivost vodopádů Girvas a Poor-Porog. Z jezera Sandal bylo možno odebírat vodu řeky Suna od roku 1940 a v lednu 1941 byly v elektrárně instalovány dvě turbíny finského výrobce Tampella o hltnosti odpovídající novým hydrologickým podmínkám. Celkový výkon elektrárny tak vzrostl na 27,5 MW.

Před blížící se frontou Druhé světové války byla většina turbosoustrojí demontována a odvezena za Ural, elektrárna byla válečnými událostmi poškozena a zcela byla zničena přehrada Girvas. K obnově začalo ihned v roce 1944 a v roce 1951 elektrárna pracovala při plném provozu. Od roku 1954 po vybudování vodního díla u girvaské odbočky se veškeré zařízení pro odvod řeky Suna do jezera Palje stalo součástí vodního díla Paljeozerská vodní elektrárna.

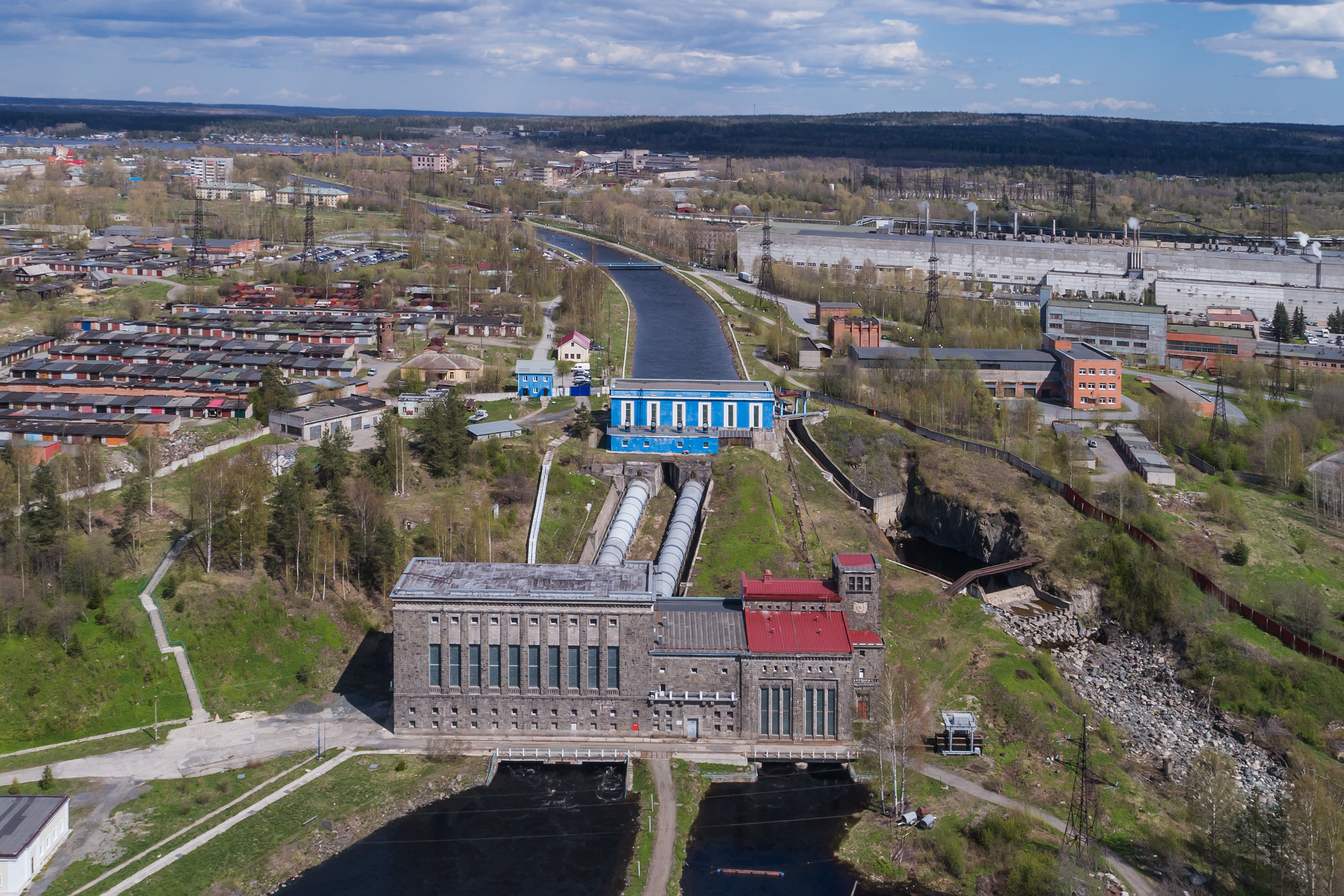
Celkový pohled směrem k jezeru Sandal
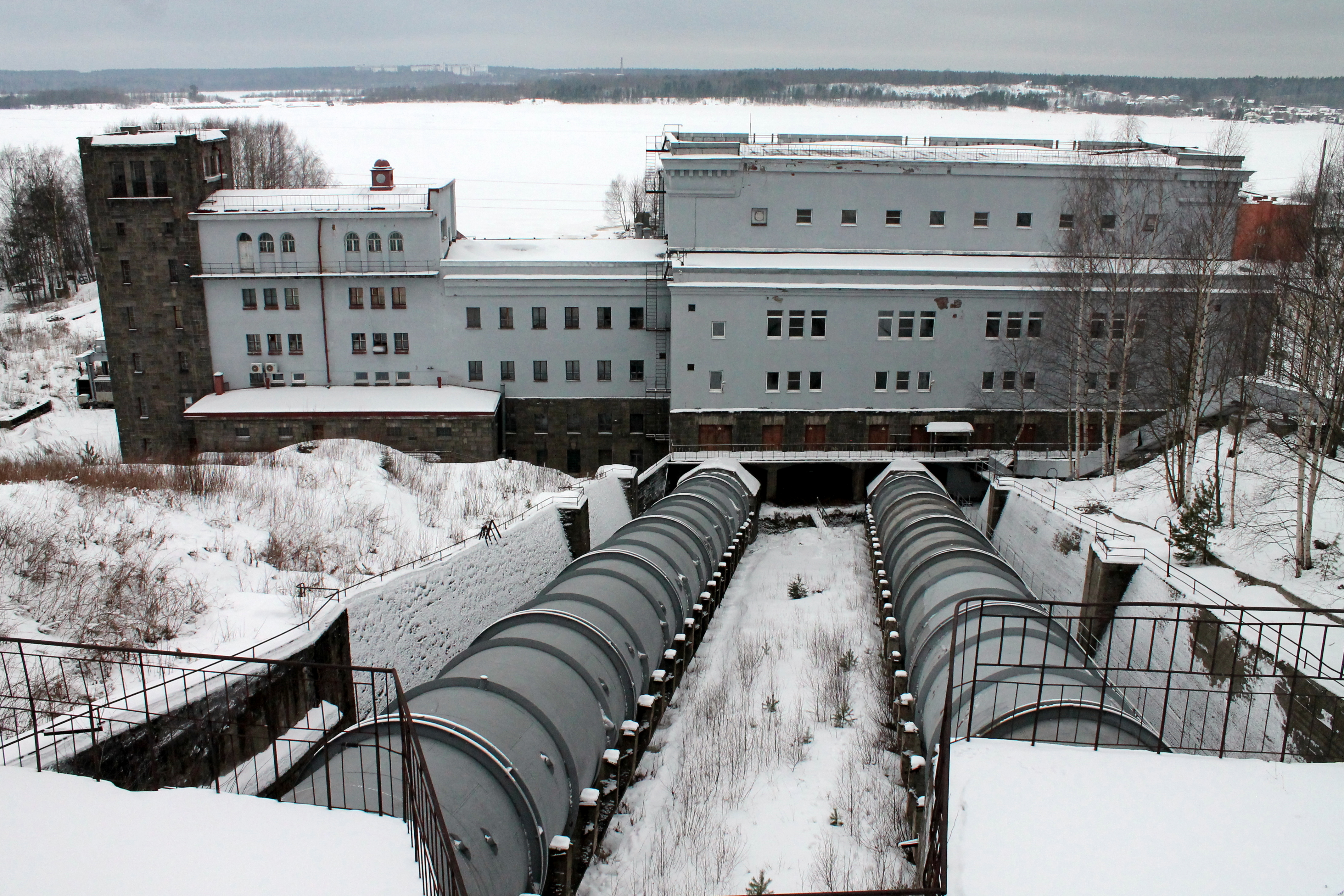
Pohled k zamrzlému Oněžskému jezeru
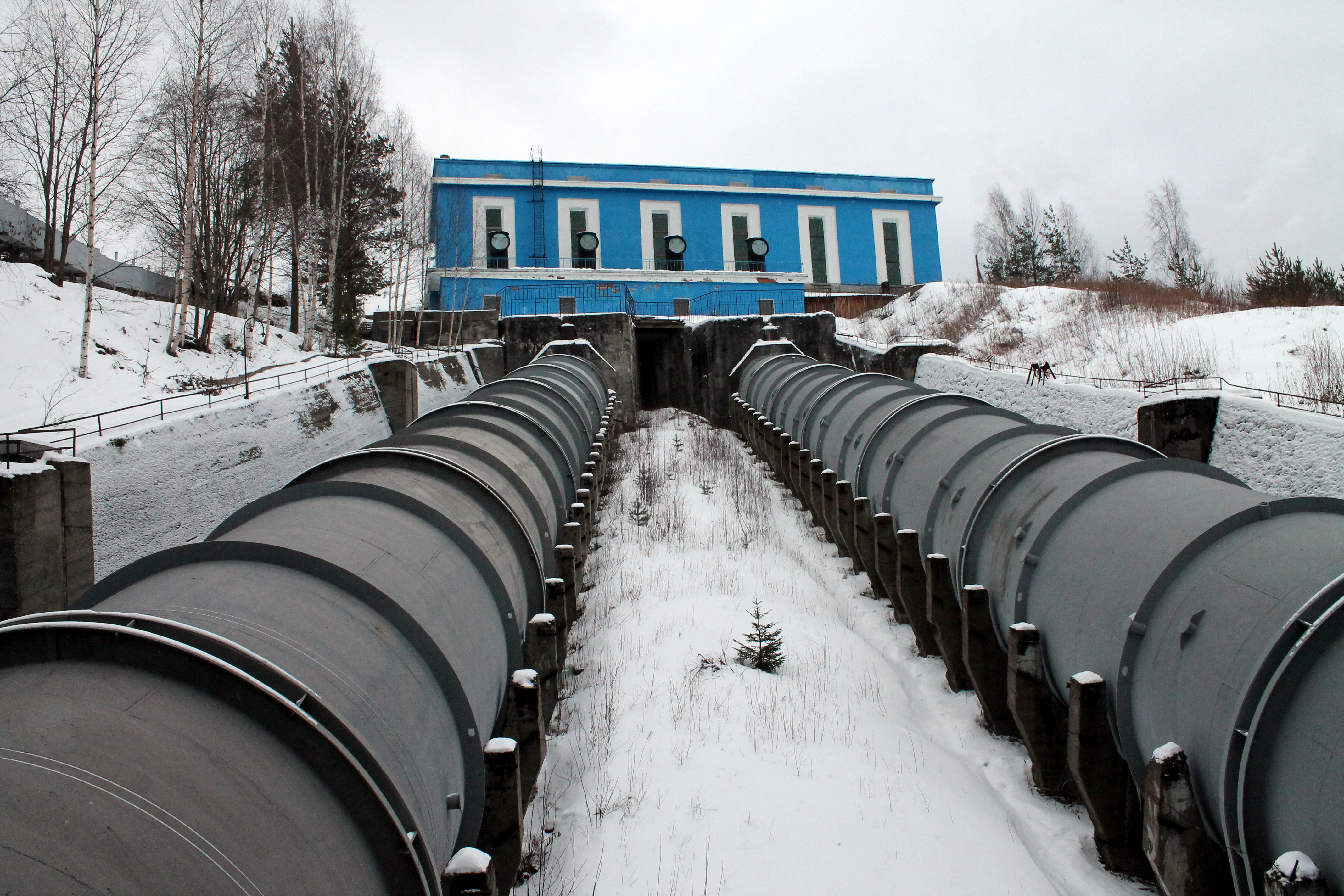
Pohled vzhůru k návodní budově
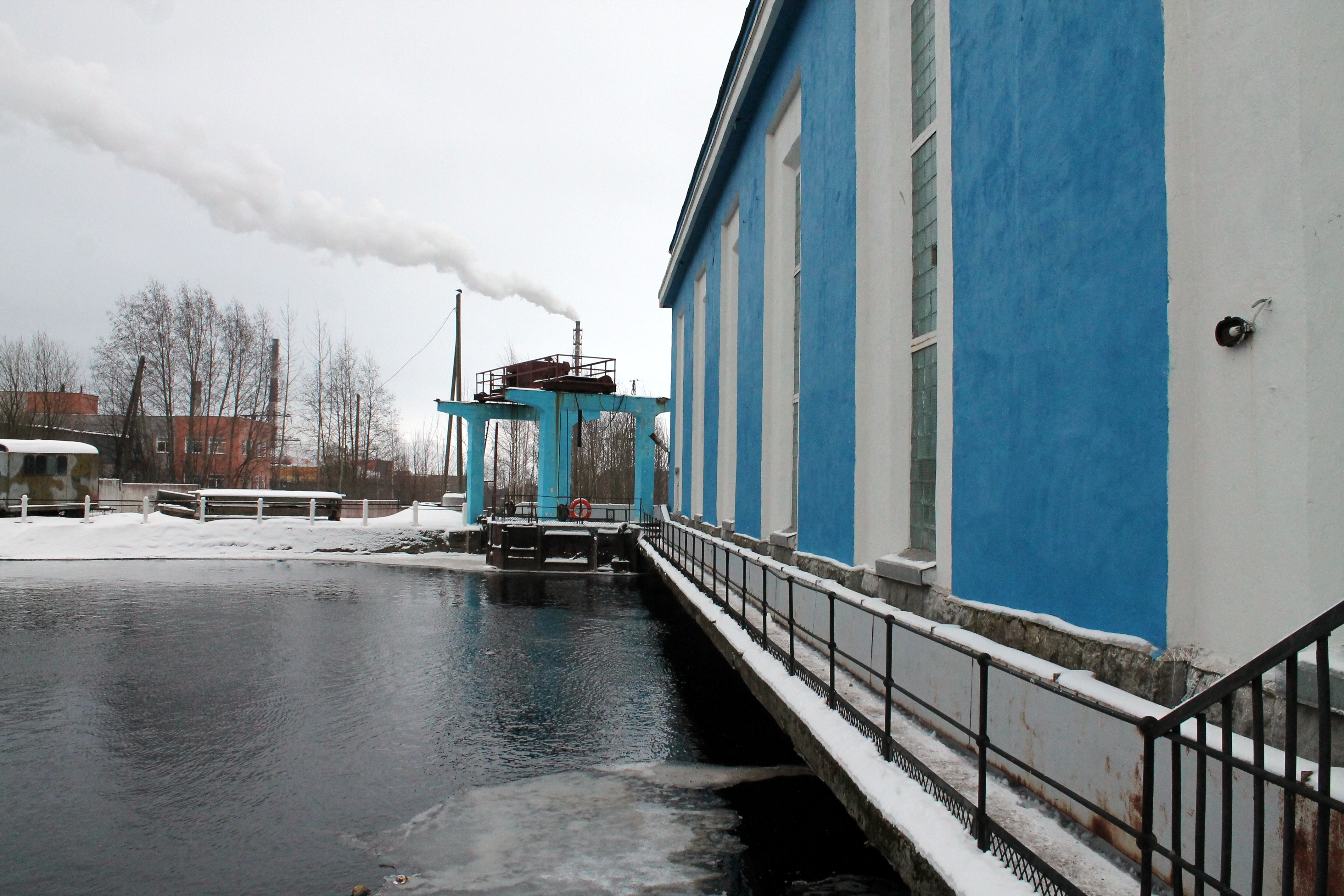
Přívod z derivačního kanálu
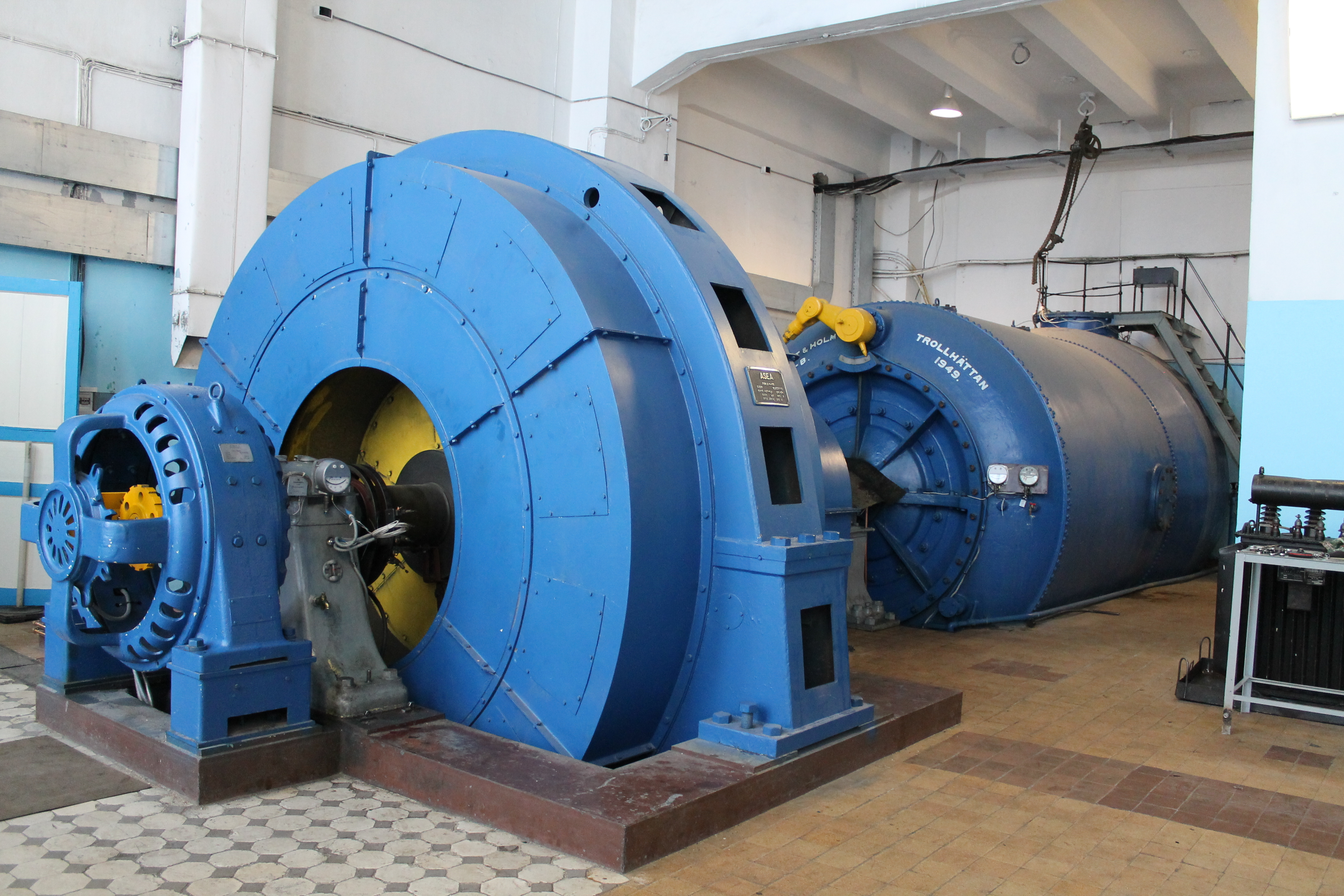
Historické soustrojí NOHAB z roku 1929
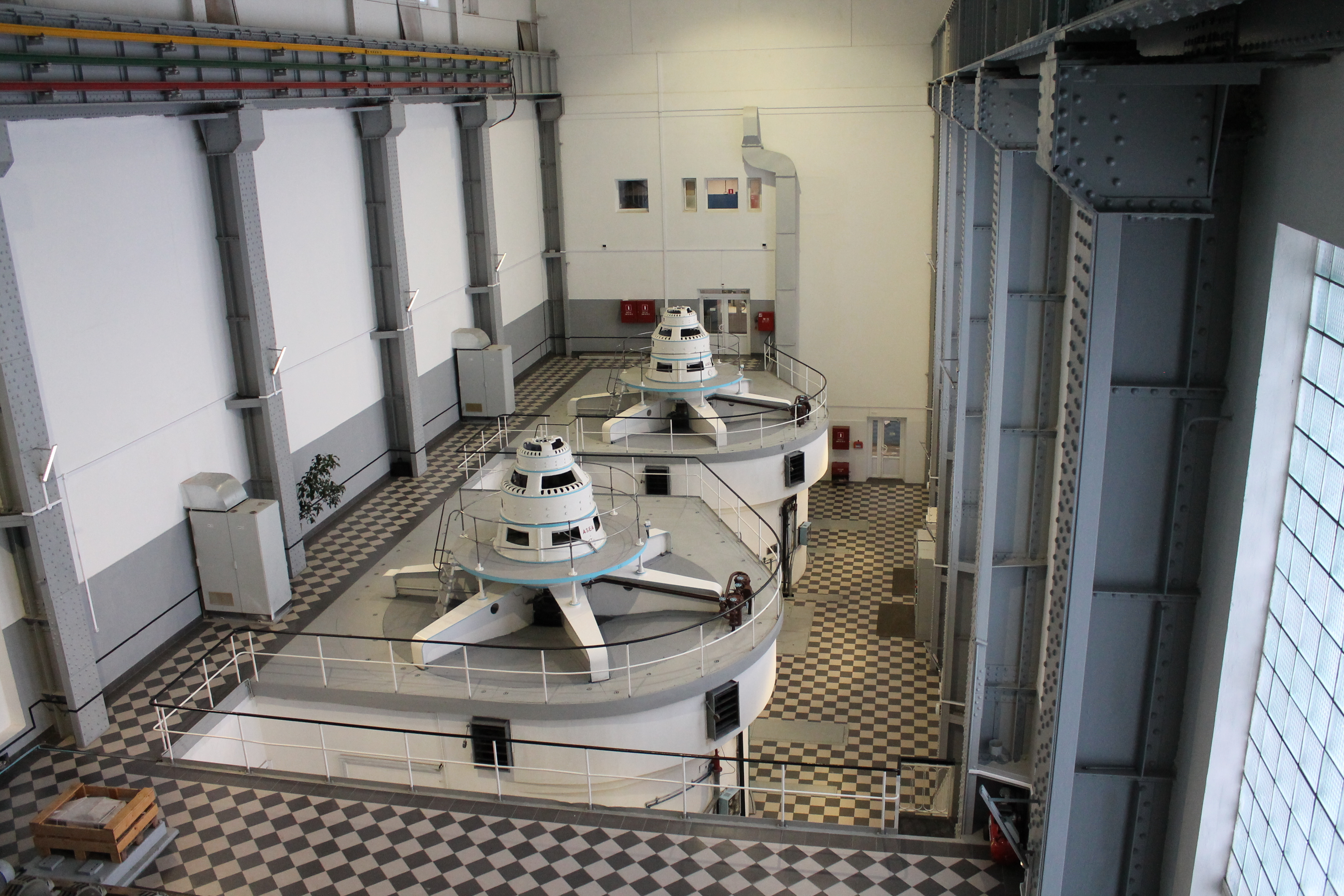
Jednotky druhé generace 2 x 11 MW
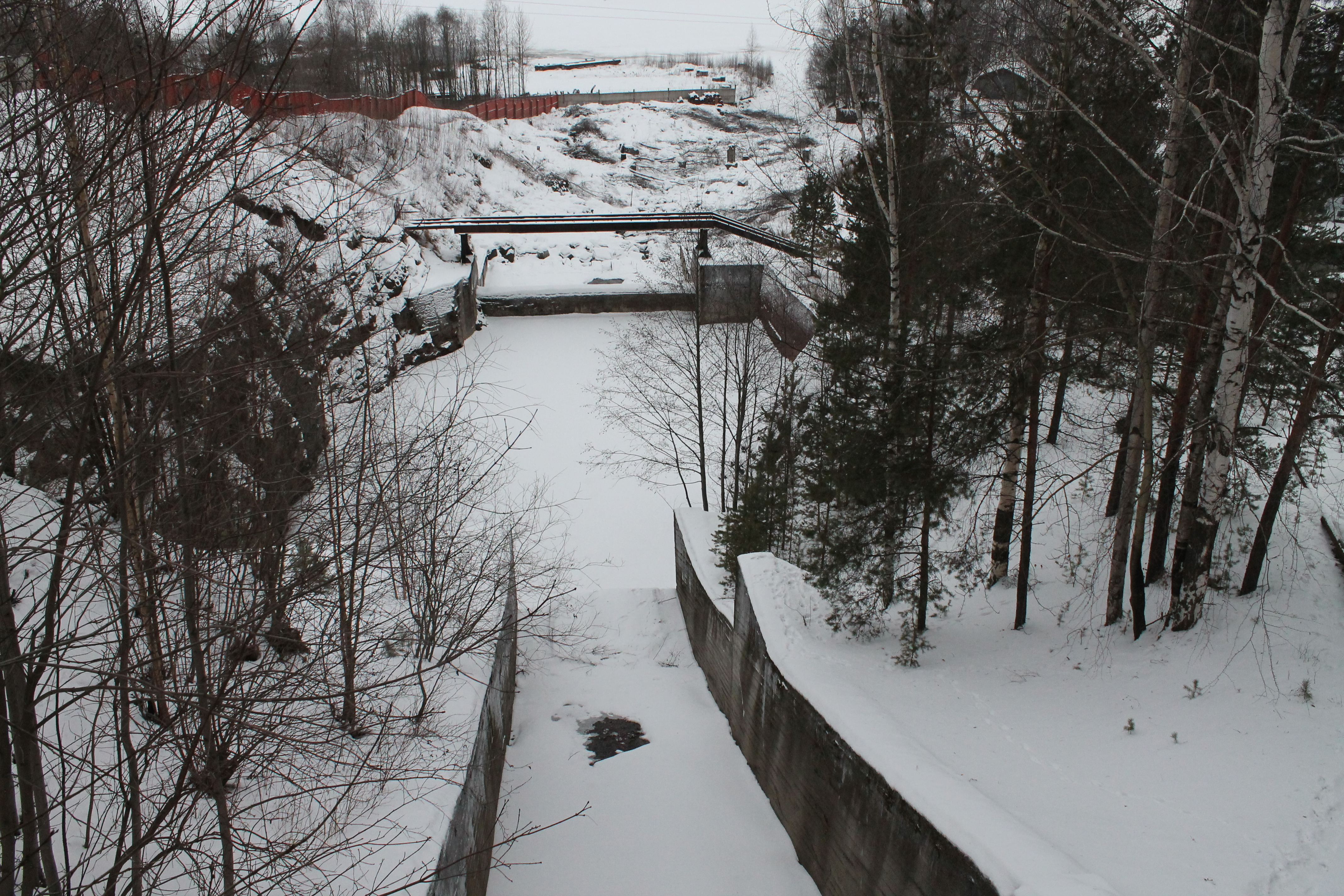
Jediný přeliv o propustnosti 140 m3/s